# Bankrecht (Deutschland)
Unter Bankrecht wird im deutschen Recht eine Querschnittsmaterie verschiedener Gesetze und gesetzesähnlicher Rechtsnormen zusammengefasst, die sich mit den Rechtsverhältnissen im Kreditwesen, bei Bankgeschäften und dem Bankenaufsichtsrecht befassen. Bankrechtliche Regelungen gibt es national und international (europäisches und supranationales Bankrecht).

## Allgemeine Grundlagen
Im Bankrecht geht es funktionell um die Prozesse der Geldschöpfung, der Geldverwahrung, des Geldumlaufs und der Geldvernichtung. Geld hat die Funktion als Zahlungs-/Tauschmittel, ist Aufbewahrungsmedium und dient der Wertmessung. Das Sach- und Bargeld besteht heutzutage aus Münzen und Geldscheinen, die als Sache im Sinne von § 90 BGB wegen ihres nicht sehr werthaltigen Grundmaterials (Papier, Metall) einen erheblich geminderten Eigenwert besitzen. Anders ist dies beim Warengeld (Gold, Silber, Rohstoffe), das vom sogenannten Fiatgeld zu unterscheiden ist. Dieses ist ohne eigenen inneren Wert. Seine Zahlungskraft beruht auf Vertrauen. Unter den letzteren Begriff fallen grundsätzlich Kryptowährungen bzw. digitale Zahlungsmittel, die man entweder als eine Art „Privatgeld“ oder als reines Spekulationsobjekt ansieht. Schließlich verkörpert als weitere Kategorie das Buch- oder auch Giralgeld den dem Bankkunden zustehenden Auszahlungsanspruch auf Bargeld aus seinem Kontoguthaben. Das Buchgeld stellt die Grundlage für den bargeldlosen Zahlungsverkehr dar. Jede Form von Geld ermöglicht wirtschaftliche Handelsbeziehungen, seien diese national oder international. Geld gibt dem Einzelnen Freiheit und Energie, selbstständig sein Leben zu gestalten.

## Geschichte
Mit Aufkommen der Börsen entstand im April 1625 durch einen Ratsedikt der Stadt Frankfurt das erste Kapitalmarktrecht, als diese die Wechselmakler und angesehensten Kaufleute verpflichtete, für die auf die Messe folgende Zahlwoche einen Durchschnittskurs festzulegen. Im Juni 1666 folgte eine Ordnung für Wechsel- und Kaufmannsgeschäfte. Die Wechselordnung war die erste bankrechtliche Norm in Deutschland; die erste deutsche Wechselordnung stammte vom Mai 1849. Ihr waren regionale Wechselordnungen wie die Leipziger Wechselordnung vom November 1681 vorausgegangen. Am 12. Dezember 1838 entstand in Preußen das erste, eine bestimmte Bankengruppe (Sparkassen) regulierende Gesetz als Sparkassengesetz („Reglement, die Errichtung des Sparkassenwesens betreffend“). Dieses preußische Sparkassengesetz von 1838 galt in den meisten preußischen Nachfolgestaaten noch nach 1945, so etwa in Hessen (bis Dezember 1954) oder Nordrhein-Westfalen (bis Januar 1958).
Das erste deutsche Börsengesetz trat im Juni 1896 in Kraft. Das BGB vom Januar 1900 enthielt mit „geborenen“ Kreditsicherheiten wie Bürgschaft, Hypothek und Pfandrecht wichtige vertragsrechtliche Regelungen für das Kreditgeschäft der Banken; es regelte fragmentarisch – heute detailfreudiger – auch den Zahlungsverkehr und die im Bankwesen gebräuchlichen Rechtsverhältnisse Auftrag, Geschäftsbesorgungsvertrag oder Darlehen. Aufsichtsrechtlich wurde das erste deutsche Kreditwesengesetz (KWG) als Folge der Bankenkrise 1931 im Januar 1934 erlassen; eine vollständige Neufassung trat im Januar 1962 in Kraft. Es soll die allgemeine Ordnung im Kreditwesen gewährleisten, die Funktionsfähigkeit des Kreditapparates auch in Krisenzeiten erhalten und die Gläubiger von Kreditinstituten vor Verlusten schützen. Das zitierte Urteil des BVerfG ermöglichte die Errichtung des Bundesaufsichtsamts für das Kreditwesen im Januar 1962, das primär die Einhaltung des KWG und weiterer aufsichtsrechtlicher Vorschriften (Grundsatz I, Grundsatz Ia, Grundsatz II usw.) überwacht. Maßnahmen der Bankenaufsicht fußen zwar auf Verwaltungsrecht, entfalten jedoch bankrechtliche Wirkung. Als bankrechtlicher Meilenstein gilt das Inkrafttreten der Solvabilitätsverordnung (SolvV) im Januar 2007, die neben der Umsetzung supranationaler aufsichtsrechtlicher Regelungen (Basel II) auch nationale Eigenheiten des deutschen Kreditwesens normierte. Sie wurde im Januar 2014 durch die in allen EU-Mitgliedstaaten geltende Kapitaladäquanzverordnung (englische Abkürzung CRR) ersetzt, die die grundlegenden Regelungen der SolvV übernahm, aber wesentlich detailfreudiger die Erfahrungen aus der Finanzkrise ab 2007 auf der Grundlage von Basel III berücksichtigte.
Das Institut für Bankwirtschaft und Bankrecht an der Universität zu Köln wurde am 23. Februar 1957 gegründet und ist damit das älteste in Deutschland; erster Leiter der Abteilung Bankrecht war Hans Carl Nipperdey, bekannte Nachfolger waren Walter Erman (1963–1969), Klemens Pleyer (1969–1989), Norbert Horn (1989–2002) und seitdem Klaus Peter Berger. Die Bankrechtsgebiete haben sich stets vergrößert und umfassen heute Wertpapier- und Kapitalmarktrecht, AGB-Recht oder Insiderrecht. Bankrechtliche Periodika sind die WM Teil IV für Wirtschafts- und Bankrecht (seit 3. September 1949) oder die ZBB (September 1989).

## Heutige Situation
Das Bankrecht präsentiert sich als Querschnittsmaterie aus bestimmten Regelungen des Handelsrechts, des bürgerlichen Rechts und aus etlichen spezialgesetzlichen Vorschriften mit wirtschaftsverwaltendem Hintergrund, wozu das Kreditwesengesetz gehört.:6 f. Dabei wird das Bankrecht als eigenes Sachgebiet verstanden, sofern es jene Rechtsnormen zur Verfügung stellt, mit denen die Angelegenheiten des Bank- und Kapitalmarktwesens bewältigt werden müssen.:2 Inwiefern die gesellschaftsrechtliche Organisation der Kreditinstitute in ihren jeweiligen Rechtsformen ebenfalls zum Bankrecht zu zählen ist, ist Auffassungssache.
Im Schrifttum wird darauf hingewiesen, dass der ohnehin offene Begriff des Bankrechts einem Wandel unterworfen ist.:3 Danach werden mittlerweile etwa auch Aspekte des Finanzdienstleistungsrechts vom Bankrecht erfasst, die eigentlich dem Versicherungsrecht zuzuordnen sind, wie Belange der privaten Altersvorsorge.:3 Als ein Indiz dafür wird die Zusammenlegung von Bank- und Versicherungsaufsicht in der Bundesanstalt für Finanzdienstleistungsaufsicht (BaFin) gewertet.:3
Das Bankrecht beinhaltet Rechtsvorschriften über Bankwesen und typische Bankgeschäfte, die je nach Art und Zweckbestimmung unterschiedlicher Rechtsnatur sind und teils zum öffentlichen Recht, teils zum Zivilrecht gehören.

## Öffentliches Bankrecht
Öffentlich-rechtliche Bestimmungen befassen sich mit der Aufsicht des Staates gegenüber der Kreditwirtschaft (Wirtschaftsaufsicht), wie sie national grundlegend im Kreditwesengesetz und im Börsenrecht, v. a. durch das Börsengesetz geregelt ist. Der Bankenaufsicht dienen verschiedene auf Grundlage des Kreditwesengesetzes erlassene Rechtsverordnungen und Bekanntmachungen (so z. B. Anzeigenverordnung, Monatsausweisverordnung, MaRisk). Zum öffentlichen Recht gehören Sondervorschriften für bestimmte Bankengruppen wie z. B. das Pfandbriefgesetz, das Bausparkassengesetz oder das Sparkassenrecht. Im besonderen öffentlichen Interesse liegt die Sorge über die Geldwertstabilität. Dabei ist die Deutsche Bundesbank seit 1999 als nationale Zentralbank im Rahmen des Eurosystems Vorgaben der Europäischen Zentralbank unterworfen.

## Privates Bankrecht
Zivilrechtliche Vorschriften regeln die Beziehungen zwischen Bank und Kunden sowie das Verhältnis der Banken untereinander. Sie sind wegen ihrer vielschichtigen Struktur über zahlreiche Gesetze verstreut geregelt, so im Bürgerlichen Recht (Bürgerliches Gesetzbuch und ergänzenden Bestimmungen wie z. B. Preisangabenverordnung, Handelsgesetzbuch mit handelsrechtlichen Nebengesetzen), und werden durch die Geschäftsbedingungen der Kreditinstitute (Allgemeine Geschäftsbedingungen der Kreditinstitute, Sonderbedingungen der Kreditinstitute und Formularverträge) sowie die innerhalb der Kreditwirtschaft geschlossenen Bankenabkommen näher ausgeformt.
Zuweilen enthalten bankrechtliche Gesetze sowohl öffentlich-rechtliche als auch zivilrechtliche Vorschriften, so etwa das Depotgesetz und das Kapitalanlagegesetzbuch (KAGB).